# Деревенский реализм
Деревенский реализм (кит. сянту сеши хуэйхуа 乡土写实绘画) — течение современной китайской живописи, возникшее в начале 1980-х, художники которого в своих работах обратились к повседневной жизни людей, красоте реальной действительности, быту крестьян. Течение возникло также как реакция на последствия Культурной революции как продолжение «живописи шрамов».

## История возникновения
В 1980 году на выставке работ выпускников Центральной академии изящных искусств две работы молодых художников-живописцев привлекли всеобщее внимание. Это «Живопись тибетской группы» Чэнь Даньцина и «Отец» Ло Чжунли. Их работы показывают страну, простую красоту, простых, грубых персонажей и их почти примитивную жизнь. Тем не менее, именно их изображение и успех в деревенском и простом почтении свидетельствуют о том, что китайские художники и зрители, наконец, превзошли формат более чем десятилетия и вступили в новый этап создания живописи. Предмет и художественные методы «тибетской живописи» - это и «земля», и «старая», но именно эта «земля» и «старая» заставляют людей чувствовать себя обновленными.
На картине «Отец» изображен обычный китайский крестьянин-труженик, держащий в руках чашу с водой, за его спиной – рисовые поля. Работа отличается богатством колористики.Со времен создания и представления широкой публике этой работы сам концепт истории претерпел радикальные изменения: от вождизма и «монументальной истории», портретов вождей и выдающихся героев художники обратились к изображению портретов простых людей, по сути и являющихся творцами реальной истории. Картина «Отец» стала революционным поворотом во взглядах на историю. 
Чэнь Даньцин также описывает реалии жизни простого человека. Цикл «Тибет» Чэнь Даньцина состоит из семи работ («Материнство», «Пастух», «Поездка в город», «Поездка в город», «Канба», «Купальщицы», «Время молитвы»), изображающих повседневную жизнь тибетцев. В них прослеживается переосмысление классического наследия европейского реализма. При этом Чэнь Даньцину интересны жизненные ситуации, которые фиксируют всё эмоциональное напряжение в каком-то одном мгновении, зачастую не поддающиеся вербальному выражению. История повседневной жизни обычных людей актуализируется художником в реалистически прописанных бытовых вещах. Цикл «Тибет» Чэнь Даньцина в основном был написан с натуры. Художник сконцентрировал основное внимание на частных моментах повседневной жизни простых людей.

## Специфика
Основные представители этого направления – Ло Чжунли, Чэнь Даньцин, Ай Сюань, Чжань Цзяньцзюнь.
Живописные работы Ай Сюаня, как и Ло Чжунли, и Чэнь Даньцина, посвящены жизни тибетцев, но отражают её по-своему. Для творческого почерка всех представителей деревенского реализма характерно то, что сюжеты их работ, как правило, представляют течение реальной жизни, взаимоотношения между людьми. При этом, у каждого художника есть свои особенности стиля. Например, для Ай Сюаня характерно использование декоративных элементов.
Деревенский реализм обладает следующими специфическими чертами:
- отражение стремлений к гуманизации общества и заживлению болезненных воспоминаний после периода Культурной революции
- создание произведений преимущественно в технике масляной живописи
- богатый колорит, пришедший на смену основным цветам живописи эпохи Культурной революции, где преобладающим был красный цвет
- наличие акцента на выражении лиц крестьян, создание более человечных портретов
- изображение "простых людей" крупным планом, как ранее художники могли изображать только политических деятелей и героев революции[1][3].